# 319
319 (CCCXIX) var ett normalår som började en torsdag i den julianska kalendern.

## Händelser

### Okänt datum
- Konstantin den store inför förbud mot att skilja medlemmar av slavfamiljer åt, när dessa byter ägare.
- Arius reser till Nicomedia på inbjudan av Eusebios, efter att ha blivit anklagad för kätteri och fördömd av Alexander, patriarken av Alexandria. Detta ger upphov till den arianska kontroversen.
- Kristendomen införs i Kolchis i nuvarande Georgien.
- Chandragupta I efterträder sin far Ghatotkacha som härskare av Guptariket.

## Födda
- Bassiano, den förste biskopen av Lodi

## Avlidna
- Ghatotkacha, härskare över Guptariket